# Список чемпионов мира в тяжёлом весе (WWE, 2002—2013)

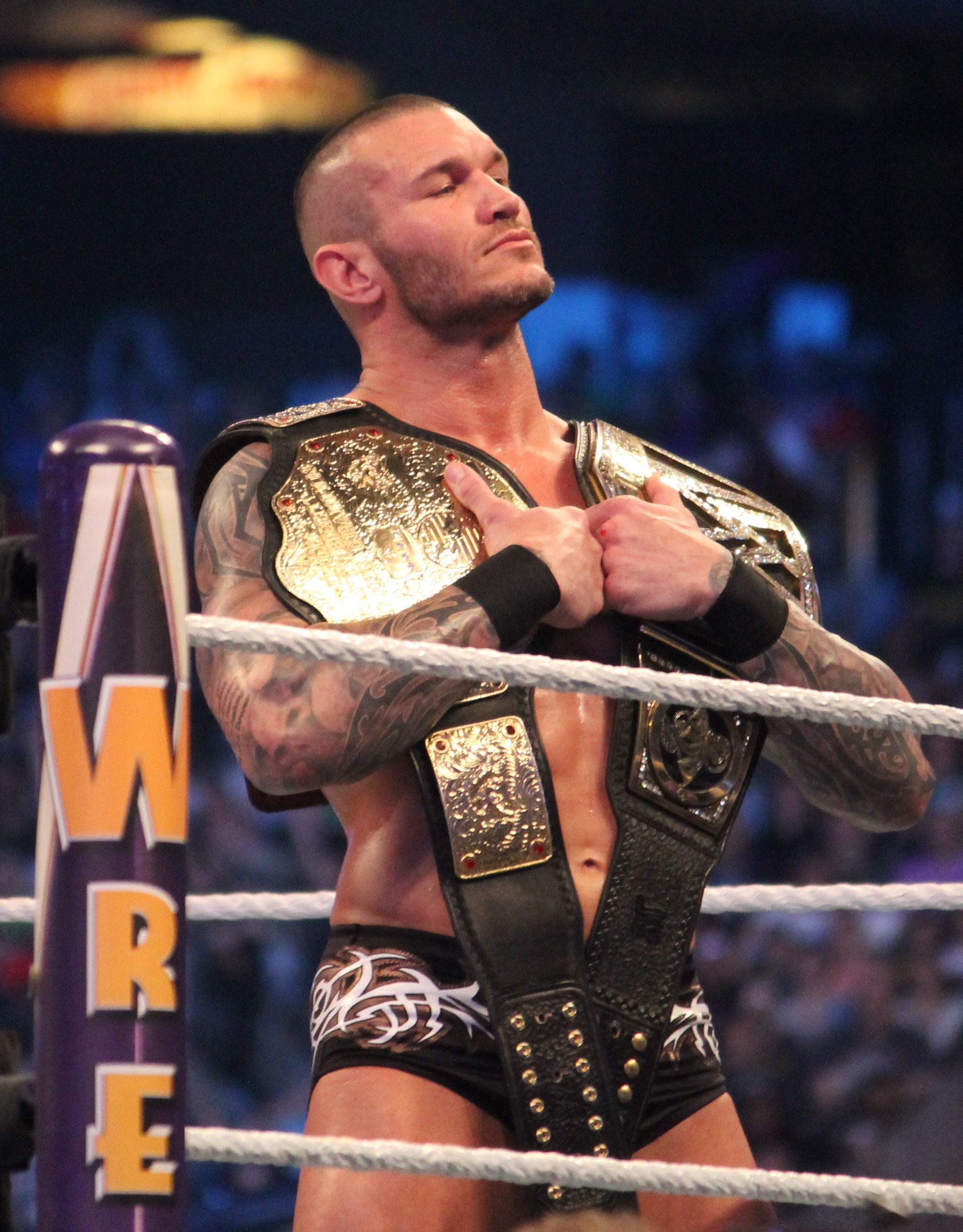
Последний обладатель титула — Рэнди Ортон

Чемпионат мира в тяжелом весе (англ. World Heavyweight Championship) — это упразднённый титул чемпиона мира в тяжёлом весе, созданный и продвигавшийся американским рестлинг-промоушном WWE, он был одним из двух главных титулов компании.
Чемпионат был основан в 2002 году после того, как WWE выкупила активы World Championship Wrestling (WCW) и Extreme Championship Wrestlin (ECW) и разделила весь свой ростер на два бренда WWE Raw и WWE SmackDown!. Оригинальное чемпионство WWE носившее в то время название неоспоримый чемпионат WWE стало эксклюзивным для бренда SmackDown!, а на бренде Raw был создан новый чемпионат.
Титул стал прообразом ранее существовавшего в WCW, а после и в WWE упразднённого титула чемпиона мира WCW в тяжёлом весе который после выкупа WCW защищался в WWE. В 2001 году чемпионство мира WCW в тяжёлом весе было упразднено и объединено с чемпионством WWF. Чемпионат мира в тяжелом весе не являлся продолжением чемпионата мира WCW в тяжёлом весе, а стал его преемником, оба чемпионата имеют свою отдельную друг от друга историю.
15 декабря 2013 года на TLC: Tables, Ladders & Chairs (2013) чемпион WWE Рэнди Ортон победил чемпиона мира в тяжёлом весе Джона Сину в матче за объединение чемпионатов, после этого чемпионат мира в тяжёлом весе был объединен с чемпионатом WWE и упразднён, а чемпионат WWE был переименован в чемпионат мира WWE в тяжёлом весе.
Чемпионат оспаривался в профессиональных матчах рестлинга, в которых участники отыгрывают тот или иной сценарии, включая сценарии положительного персонажа — фейса, и отрицательного — хила. Первым чемпионом был Трипл Эйч, который получил его 2 сентября 2003 года от генерального менеджера Эрика Бишоффа, так как до разделения на бренды был первым претендентом на чемпионство WWE. Последним чемпионам стал Рэнди Ортон который на TLC: Tables, Ladders & Chairs (2013) победил Джона Сину.
За всё время поясом владел 25 различных чемпионов мира, а всего смен владельца было 55 раз, шесть раз его делали вакантным. Эдж держит рекорд по количеству завоеванных чемпионств — 7 раз. Батиста держит самое продолжительное единовременное чемпионство в 282 дня, самое длинное комбинированное чемпионство у Трипл Эйча в 616 дней. Четвёртое чемпионство Рэнди Ортона является самым коротким — менее минуты, так как после победы он объединил его с чемпионством WWE. Самым возрастным чемпионом был Гробовщик он выиграл титул в 44 года. Самым молодым чемпионом был Рэнди Ортон завоевавший своё первое чемпионство в возрасте 24 лет.

## История титула

### Список чемпионов
За всё время использование титула им владело 25 чемпионов и шесть раз его делали вакантным.
|  | Избраны в Зал Славы WWE |

#### Чемпионы 2002—2009 годов
| №  | Рестлер        | Фото | Дата                  | Статистика | Статистика | Статистика | Город                          | Шоу                            | Примечания | Ссылки |
| №  | Рестлер        | Фото | Дата                  | К.Ч.       | Дней       | WWE        | Город                          | Шоу                            | Примечания | Ссылки |
| -- | -------------- | ---- | --------------------- | ---------- | ---------- | ---------- | ------------------------------ | ------------------------------ | --- | ------ |
| 1  | Triple H       |      | 2 сентября 2002 года  | 1          | 76         | 75         | Милуоки, Висконсин, США        | Raw                            | Неоспоримое чемпионство WWE стало эксклюзивным для бренда SmackDown!. Генерального менеджера Raw Эрик Бишоф создал новый титул Чемпион мира в тяжёлом весе и наградил им Triple Hа. | [ 9 ]  |
| 2  | Шон Майклз     |      | 17 ноября 2002 года   | 1          | 28         | 27         | Нью-Йорк, Нью-Йорк, США        | Survivor Series (2002)         | Первый в истории Elimination Chamber матч. В матче также приняли участие Крис Джерико, Букер Ти, Роб Ван Дам и Кейн.                                                                | [ 12 ] |
| 3  | Triple H       |      | 15 декабря 2002 года  | 2          | 280        | 279        | Санрайз, Флорида, США          | Armageddon (2002)              | Матч «Три Ступени Ада». | [ 14 ] |
| 4  | Голдберг       |      | 21 сентября 2003 года | 1          | 84         | 83         | Херши, Пенсильвания, США       | Unforgiven (2003)              | Матч «Карьера против Пояса». | [ 17 ] |
| 5  | Triple H       |      | 14 декабря 2003 года  | 3          | 91         | 90         | Орландо, Флорида, США          | Armageddon (2003)              | Матч "Тройная угроза", в котором также принял участие Кейн. | [ 19 ] |
| 6  | Крис Бенуа     |      | 14 марта 2004 года    | 1          | 154        | 153        | Нью-Йорк, США                  | Рестлмания XX                  | Матч "Тройная угроза", в котором также принял участие Шон Майклз. | [ 21 ] |
| 7  | Рэнди Ортон    |      | 15 августа 2004 года  | 1          | 28         | 27         | Торонто, Онтарио, Канада       | SummerSlam (2004)              | Поединок один на один. | [ 24 ] |
| 8  | Triple H       |      | 12 сентября 2004 года | 4          | 85         | 84         | Портленд, Орегон, США          | Unforgiven (2004)              | | [ 26 ] |
| —  | Титул вакантен |      | 6 декабря 2004 года   | —          | —          | —          | Балтимор, Мэриленд, США        | Raw                            | Титул стал вакантен после двойного удержания в трёхстороннем матче. Участники матча Triple H, Крис Бенуа и Эдж.                                                                     | [ 27 ] |
| 9  | Triple H       |      | 9 января 2005 года    | 5          | 84         | 83         | Сан-Хуан, Пуэрто-Рико          | Новогодняя революция (2005)    | Triple H победил Криса Бенуа, Криса Джерико, Ренди Ортона, Батисту и Эджа в Elimination Chamber матче со специальным рефери Шоном Майклзом.                                         | [ 29 ] |
| 10 | Батиста        |      | 3 апреля 2005 года    | 1          | 282        | 281        | Лос-Анджелес, Калифорния, США  | Рестлмания 21                  | Поединок один на один. | [ 32 ] |
| —  | Титул вакантен |      | 10 января 2006 года   | —          | —          | —          | Филадельфия, Пенсильвания, США | SmackDown!                     | Батиста получил травму. Эпизод вышел 13 января 2006 года. | [ 34 ] |
| 11 | Курт Энгл      |      | 10 января 2006 года   | 1          | 82         | 81         | Филадельфия, Пенсильвания, США | SmackDown!                     | Курт Энгл выиграл титул в матче «Королевская Битва» среди 20 человек. Эпизод вышел 13 января 2006 года.                                                                             | [ 36 ] |
| 12 | Рей Мистерио   |      | 2 апреля 2006 года    | 1          | 112        | 111        | Роузмонт, Иллинойс, США        | Рестлмания 22                  | Матч "Тройная угроза", в котором также принял участие Ренди Ортон. | [ 39 ] |
| 13 | Король Букер   |      | 23 июля 2006 года     | 1          | 126        | 125        | Индианаполис, Индиана, США     | The Great American Bash (2006) | | [ 42 ] |
| 14 | Батиста        |      | 26 ноября 2006 года   | 2          | 126        | 125        | Филадельфия, Пенсильвания, США | Survivor Series (2006)         | Матч последний шанс. При дисквалификации или отсчёте Король Букер теряет титул. | [ 44 ] |
| 15 | Гробовщик      |      | 1 апреля 2007 года    | 1          | 37         | 36         | Детройт, Мичиган, США          | Рестлмания 23                  | Поединок один на один. Счёт в серии стрика 15-0. | [ 47 ] |
| 16 | Эдж            |      | 8 мая 2007 года       | 1          | 70         | 69         | Питтсбург, Пенсильвания, США   | SmackDown!                     | Эдж реализовал свой контракт Money in the Bank. Эпизод вышел 11 мая 2007 года. | [ 49 ] |
| —  | Титул вакантен |      | 17 июля 2007 года     | —          | —          | —          | Ларедо, Техас, США             | SmackDown!                     | Эдж выбыл из-за травмы. Эпизод вышел 20 июля 2007 года. | [ 50 ] |
| 17 | Великий Кали   |      | 17 июля 2007 года     | 1          | 61         | 60         | Ларедо, Техас, США             | SmackDown!                     | Великий Кали выиграл титул в матче «Королевская Битва» среди 20 человек. Эпизод вышел 20 июля 2007 года.                                                                            | [ 52 ] |
| 18 | Батиста        |      | 16 сентября 2007 года | 3          | 91         | 90         | Мемфис, Теннесси, США          | Unforgiven (2007)              | Матч "Тройная угроза", в котором также принял участие Рей Мистерио. | [ 54 ] |
| 19 | Эдж            |      | 16 декабря 2007 года  | 2          | 105        | 105        | Питтсбург, Пенсильвания, США   | Armageddon (2007)              | Матч "Тройная угроза", в котором также принял участие Гробовщик. | [ 56 ] |
| 20 | Гробовщик      |      | 30 марта 2008 года    | 2          | 30         | 32         | Орландо, Флорида, США          | WrestleMania XXIV              | Поединок один на один. | [ 58 ] |
| —  | Титул вакантен |      | 29 апреля 2008 года   | —          | —          | —          | Атлантик-Сити, Нью-Джерси, США | SmackDown!                     | Вики Герреро лишила Гробовщика титула, за опасный приём. Эпизод вышел 2 мая 2008 года.                                                                                              | [ 59 ] |
| 21 | Эдж            |      | 1 июня 2008 года      | 3          | 29         | 28         | Сан-Диего, Калифорния, США     | One Night Stand (2008)         | Эдж победил Гробовщика в матче со столами, лестницами и стульями. | [ 61 ] |
| 22 | Си Эм Панк     |      | 30 июня 2008 года     | 1          | 69         | 68         | Оклахома-Сити, Оклахома, США   | Raw                            | Си Эм Панк реализовал свой контракт Money in the Bank. | [ 63 ] |
| 23 | Крис Джерико   |      | 7 сентября 2008 года  | 1          | 49         | 48         | Кливленд, Огайо, США           | Unforgiven (2008)              | Крис Джерико заменил травмированного Си Эм Панка в Championship Scramble матче, включавшем также Джона «JBL» Лейфилда, Батисту, Рея Мистерио и Кейна.                               | [ 66 ] |
| 24 | Батиста        |      | 26 октября 2007 года  | 4          | 8          | 7          | Финикс, Аризона, США           | Cyber Sunday (2008)            | Матч со специальным рефери «Ледяной Глыбой» Стивом Остином. | [ 68 ] |
| 25 | Крис Джерико   |      | 3 ноября 2008 года    | 2          | 20         | 19         | Кливленд, Огайо, США           | Raw                            | Матч в стальной клетке. | [ 69 ] |
| 26 | Джон Сина      |      | 23 ноября 2008 года   | 1          | 84         | 83         | Бостон, Массачусетс, США       | Survivor Series (2008)         | Поединок один на один. | [ 72 ] |
| 27 | Эдж            |      | 15 февраля 2009 года  | 4          | 49         | 48         | Сиэтл, Вашингтон, США          | No Way Out (2009)              | Elimination Chamber матч, включавший также Криса Джерико, Рея Мистерио, Майка Нокса и Кейна.                                                                                        | [ 74 ] |
| 28 | Джон Сина      |      | 5 апреля 2009 года    | 2          | 21         | 20         | Хьюстон, Техас, США            | Рестлмания XXV                 | Матч "Тройная угроза", в котором также принял участие Биг Шоу. | [ 76 ] |
| 29 | Эдж            |      | 26 апреля 2009 года   | 5          | 42         | 41         | Провиденс, Род-Айленд, США     | Backlash (2009)                | Матч последний стоящий на ногах. Рефери ведёт отсчёт до 10. | [ 78 ] |
| 30 | Джефф Харди    |      | 7 июня 2009 года      | 1          | <1         | <1         | Новый Орлеан, Луизиана, США    | Extreme Rules (2009)           | Матч с лестницами. | [ 81 ] |
| 31 | Си Эм Панк     |      | 7 июня 2009 года      | 2          | 49         | 48         | Новый Орлеан, Луизиана, США    | Extreme Rules (2009)           | Си Эм Панк реализовал свой контракт Money in the Bank. | [ 82 ] |
| 32 | Джефф Харди    |      | 26 июля 2009 года     | 2          | 28         | 27         | Филадельфия, Пенсильвания, США | Night of Champions (2009)      | Поединок один на один. | [ 84 ] |
| 33 | Си Эм Панк     |      | 23 августа 2009 года  | 3          | 42         | 41         | Лос-Анджелес, Калифорния, США  | SummerSlam (2009)              | Матч со столами, лестницами и стульями. | [ 86 ] |
| 34 | Гробовщик      |      | 4 октября 2009 года   | 3          | 140        | 139        | Ньюарк, Нью-Джерси, США        | Hell in a Cell (2010)          | Матч "Ад в клетке". | [ 88 ] |

#### Чемпионы 2010—2013 годов
| №  | Рестлер           | Фото | Дата                  | Статистика | Статистика | Статистика | Город                          | Шоу                                  | Примечания | Ссылки  |
| №  | Рестлер           | Фото | Дата                  | К.Ч.       | Дней       | WWE        | Город                          | Шоу                                  | Примечания | Ссылки  |
| -- | ----------------- | ---- | --------------------- | ---------- | ---------- | ---------- | ------------------------------ | ------------------------------------ | --- | ------- |
| 35 | Крис Джерико      |      | 21 февраля 2010 года  | 3          | 37         | 39         | Сент-Луис, Миссури, США        | Elimination Chamber (2010)           | Elimination Chamber матч, включавший также Джона Моррисона, R-Truthа, Си Эм Панка и Рея Мистерио. | [ 90 ]  |
| 36 | Джек Сваггер      |      | 30 марта 2010 года    | 1          | 82         | 78         | Лас-Вегас, Невада, США         | SmackDown!                           | Джэк Сваггер реализовал свой контракт Money in the Bank. Эпизод вышел 2 апреля 2010 года. | [ 92 ]  |
| 37 | Рей Мистерио      |      | 20 июня 2010 года     | 2          | 28         | 27         | Юниондейл, Нью-Йорк, США       | Fatal 4 Way                          | Фатальный четырёхсторонний поединок, в котором так же участвовали Джэк Сваггер, Биг Шоу и Си Эм Панк | [ 94 ]  |
| 38 | Кейн              |      | 18 июля 2010 года     | 1          | 154        | 153        | Канзас-Сити, Миссури, США      | Money in the Bank (2010)             | Кейн реализовал свой контракт Money in the Bank. | [ 97 ]  |
| 39 | Эдж               |      | 19 декабря 2010 года  | 6          | 58         | 60         | Хьюстон, Техас, США            | TLC: Tables, Ladders & Chairs (2010) | Эдж в матче со столами, лестницами и стульями победил Кейна, Рея Мистерио и Альберто Дель Рио. | [ 99 ]  |
| —  | Титул вакантен    |      | 15 февраля 2011 года  | —          | —          | —          | Сан-Диего, Калифорния, США     | SmackDown! 600                       | Эдж был лишен титула временным генеральным менеджером SmackDown! Викки Герреро, за то, что использовал «гарпун» (запрещённый приём) в матче за титул против Зигглера на предыдущем SmackDown!. Эпизод вышел 18 февраля 2011 года.                 | [ 100 ] |
| 40 | Дольф Зигглер     |      | 15 февраля 2011 года  | 1          | <1         | <1         | Сан-Диего, Калифорния, США     | SmackDown! 600                       | Временный генеральный менеджер SmackDown! Викки Герреро вручила титул Зигглеру, как бывшему первому претенденту. Эпизод вышел 18 февраля 2011 года.                                                                                               | [ 100 ] |
| 41 | Эдж               |      | 15 февраля 2011 года  | 7          | 56         | 54         | Сан-Диего, Калифорния, США     | SmackDown! 600                       | Генеральный менеджер SmackDown Тедди Лонг назначил матч за титул Зигглер против Эджа, в котором Эдж победил. Эпизод вышел 18 февраля 2011 года.                                                                                                   | [ 102 ] |
| —  | Титул вакантен    |      | 12 апреля 2011 года   | —          | —          | —          | Олбани, Нью-Йорк, США          | SmackDown!                           | Эдж закончил свою карьеру рестлера, из-за усугубившейся травмы шеи. Эпизод вышел 15 апреля 2011 года. | [ 103 ] |
| 42 | Кристиан          |      | 1 мая 2011 года       | 1          | 2          | 4          | Тампа, Флорида, США            | Extreme Rules (2011)                 | Кристиан победил Альберто Дель Рио в матче с лестницами за вакантный титул. После победы, Кристиана поздравил бывший чемпион и лучший друг Эдж.                                                                                                   | [ 106 ] |
| 43 | Рэнди Ортон       |      | 3 мая 2011 года       | 2          | 75         | 71         | Орландо, Флорида, США          | SmackDown!                           | Эпизод вышел 6 мая. | [ 107 ] |
| 44 | Кристиан          |      | 17 июля 2011 года     | 2          | 28         | 27         | Роузмонт, Иллинойс, США        | Money in the Bank (2011)             | Поединок один на один. Кристиан выиграл титул по дисквалификации Ортона. | [ 109 ] |
| 45 | Рэнди Ортон       |      | 14 августа 2011 года  | 3          | 35         | 34         | Лос-Анджелес, Калифорния, США  | SummerSlam (2011)                    | Поединок без ограничений. | [ 111 ] |
| 46 | Марк Генри        |      | 18 сентября 2011 года | 1          | 91         | 91         | Буффало, Нью-Йорк, США         | Night of Champions (2011)            | Поединок один на один. | [ 114 ] |
| 47 | Биг Шоу           |      | 18 декабря 2011 года  | 1          | <1         | <1         | Балтимор, Мэриленд, США        | TLC: Tables, Ladders & Chairs (2011) | Поединок со стульями. | [ 117 ] |
| 48 | Дэниел Брайан     |      | 18 декабря 2011 года  | 1          | 105        | 104        | Балтимор, Мэриленд, США        | TLC: Tables, Ladders & Chairs (2011) | Дэниел Брайан реализовал свой контракт Money in the Bank. | [ 119 ] |
| 49 | Шеймус            |      | 1 апреля 2012 года    | 1          | 210        | 210        | Майами-Гарденс, Флорида, США   | Рестлмания XXVIII                    | Выиграл титул за 18 секунд. Шеймус стал первым чемпионом мира, который родился в Ирландии. | [ 122 ] |
| 50 | Биг Шоу           |      | 28 октября 2012 года  | 2          | 72         | 72         | Атланта, Джорджия, США         | Hell in a Cell (2012)                | Поединок один на один. | [ 124 ] |
| 51 | Альберто Дель Рио |      | 8 января 2013 года    | 1          | 90         | 89         | Майами, Флорида, США           | SmackDown!                           | Поединок последний стоящий на ногах. Эпизод вышел 11 января. | [ 126 ] |
| 52 | Дольф Зигглер     |      | 8 апреля 2013 года    | 2          | 69         | 69         | Ист-Ратерфорд, Нью-Джерси, США | Raw                                  | Дольф Зигглер реализовал свой контракт Money in the Bank | [ 127 ] |
| 53 | Альберто Дель Рио |      | 16 июня 2013 года     | 2          | 133        | 133        | Роузмонт, Иллинойс, США        | Payback (2013)                       | Поединок один на один. | [ 129 ] |
| 54 | Джон Сина         |      | 27 октября 2013 года  | 3          | 49         | 49         | Майами, Флорида, США           | Hell in a Cell (2013)                | Поединок один на один. | [ 131 ] |
| 55 | Рэнди Ортон       |      | 15 декабря 2013 года  | 4          | <1         | <1         | Хьюстон, Техас, США            | TLC: Tables, Ladders & Chairs (2013) | Поединок один на один. На кону стояли оба титула Чемпионство WWE и Чемпионство мира в тяжёлом весе Победитель становился чемпионом мира WWE в тяжёлом весе.                                                                                       | [ 133 ] |
| —  | Упразднён         |      | 15 декабря 2013 года  | —          | —          | —          | Хьюстон, Техас, США            | TLC: Tables, Ladders & Chairs (2013) | Чемпионство мира в тяжёлом весе было упразднено и объединено с чемпионством WWE. Новый чемпионат стал носить название Чемпион мира WWE в тяжёлом весе. Официально об упразднении титула было объявлено 16 декабря, на очередном еженедельном шоу. | [ 134 ] |

### По количеству дней владения титулом
| Символ | Значение            |
| ------ | ------------------- |
| X+     | Действующий чемпион |

На 16 июля 2025 года
| №  | Рестлер           | Чемпионских титулов | Количество дней владения титулом | Количество дней владения титулом |
| №  | Рестлер           | Чемпионских титулов | C даты завоевания                | Признанные федерацией            |
| -- | ----------------- | ------------------- | -------------------------------- | -------------------------------- |
| 1  | Triple H          | 5                   | 616                              | 611                              |
| 2  | Батиста           | 4                   | 507                              | 503                              |
| 3  | Эдж               | 7                   | 409                              | 405                              |
| 4  | Альберто Дель Рио | 2                   | 223                              | 222                              |
| 5  | Шеймус            | 1                   | 210                              | 210                              |
| 6  | Гробовщик         | 3                   | 207                              | 207                              |
| 7  | Си Эм Панк        | 3                   | 160                              | 157                              |
| 8  | Крис Бенуа        | 1                   | 154                              | 153                              |
| 8  | Кейн              | 1                   | 154                              | 153                              |
| 8  | Джон Сина         | 3                   | 154                              | 152                              |
| 11 | Рей Мистерио      | 2                   | 140                              | 138                              |
| 12 | Рэнди Ортон       | 4                   | 138                              | 132                              |
| 13 | Король Букер      | 1                   | 126                              | 125                              |
| 14 | Крис Джерико      | 3                   | 106                              | 106                              |
| 15 | Дэниел Брайан     | 1                   | 105                              | 104                              |
| 16 | Марк Генри        | 1                   | 91                               | 91                               |
| 17 | Голдберг          | 1                   | 84                               | 83                               |
| 18 | Курт Энгл         | 1                   | 82                               | 81                               |
| 18 | Джек Сваггер      | 1                   | 82                               | 78                               |
| 20 | Биг Шоу           | 2                   | 72                               | 72                               |
| 21 | Дольф Зигглер     | 2                   | 69                               | 69                               |
| 22 | Великий Кали      | 1                   | 61                               | 60                               |
| 23 | Кристиан          | 2                   | 30                               | 31                               |
| 24 | Джефф Харди       | 2                   | 28                               | 27                               |
| 24 | Шон Майклз        | 1                   | 28                               | 27                               |